# Pablo Stefanoni
Pablo Stefanoni est un journaliste argentin et spécialiste de l'extrême droite et des gauches en Amérique latine. 

## Formation et carrière professionnelle
Pablo Stefanoni est docteur en histoire de l'Université de Buenos Aires. Il collabore à l'édition argentine du Monde diplomatique et au quotidien El País. 
Il est rédacteur en chef de la revue Nueva Sociedad, une revue de sciences sociales américaines qui se veut progressiste et souhaite défendre le développement de la démocratie politique, économique et sociale dans le continent.

## Travail sur la néoréaction
Pablo Stefanoni a publié La rébellion est-elle passée à droite ? aux éditions La Découverte. Cet ouvrage est consacré aux contre-cultures néoréactionnaires. Il est remarqué par la presse et lui vaut plusieurs interviews,,,. Pablo Stefanoni est aussi invité dans la presse pour analyser la victoire de Javier Milei,,,,.

## Autres publications en français
- Nous serons des millions. Evo Morales et la gauche au pouvoir, avec Hervé Do Alto, Raison d’agir, Paris, 2008, 127 p.[15].
- avec Marc Saint-Upéry, « Le cauchemar de Bolívar : crise et fragmentation des gouvernements de l’Alba », Hérodote,‎ 2018, p. 7-27 (lire en ligne).